# おーなり由子
おーなり 由子（おーなり ゆうこ、1965年2月18日 - ）は、日本の絵本作家、漫画家。大阪府出身。夫は絵本作家のはたこうしろう。大阪府立春日丘高校、京都精華大学卒。

## 来歴
1982年、『りぼんオリジナル』（集英社）秋の号に掲載された「路地裏の風景」で漫画家としてデビュー。1985年に初の短編集「秋のまばたき」に続き「六月歯医者」「グリーンブックス」「ともだちパズル」計4冊の漫画作品を発表。（りぼんマスコットコミックス）。これらの作品は、のちに未収録作品を追加して、文庫版の作品集「あこがれくじら」「ともだちパズル」２冊に収録。デジタル版の刊行時に「グリーンブックス」が３集目に追加された。さくらももこと交流があり、『ちびまる子ちゃん』のおまけページにたびたび登場した。
1992年から雑誌「月刊カドカワ」に2色刷の短編漫画「てのひら童話」（角川書店）を(1992年1月号～1997年5月号）掲載。「てのひら童話」「てのひら童話　空のともだち」「てのひら童話　さよならの魚」の計3冊を刊行。漫画作品としては、他に、雑誌「考える人」（新潮社）に「みちくさ絵本」を （2004年秋号～2014年冬号まで）掲載したものがある。
1992年の「天使のみつけかた」(大和書房）以降は、絵と文によるエッセイ、詩、絵本など、活動を広げる。
1997年に大人向け絵本「幸福な質問」（新潮社/2023年より講談社で新装版）
1998年エッセイ「きれいな色とことば」（大和書房/講談社文庫）。文庫版は絵が描き下ろされ、新装版となっている。作中の「水のようなひと」が、中学３年生の現代国語の教科書（三省堂）に掲載。
「ぶうぶうぶう」（講談社）など４冊の赤ちゃん絵本シリーズ、季節の絵本「どしゃぶり」「ゆきのこえ」（講談社）「おちば」（ほるぷ出版）など、文を担当し、絵をはたこうしろうが手がけた共作も多い。
2022年、童話「ワニのガルド」（偕成社）は、女の子とワニのおばけとの交流を描いた絵童話。毎日新聞に連載されたものに加筆し、まとめた。
2025年、『ゆきのこえ』で第56回講談社絵本賞、第30回日本絵本賞受賞。
1999年には北村薫の「月の砂漠をさばさばと」、2006年には「ひとがた流し」(朝日新聞/朝日文庫）の挿絵を担当した。
作詞家としての一面もあり、NHK『おかあさんといっしょ』で放送された「あめふりりんちゃん」「ハオハオ」、NHK『みんなのうた』の「ゆきだるまかぞく」の作詞も行なっている。

## 刊行リスト

### 漫画
- 秋のまばたき（1985年）
- 六月歯医者（1987年）
- グリーンブックス（1988年）
- ともだちパズル（1990年）

　　以上りぼんマスコットコミックスより刊行
- てのひら童話（角川書店）
- てのひら童話　空のともだち（角川書店）
- てのひら童話　さよならの魚（角川書店）

### 絵本
- 天使のみつけかた（大和書房/新潮文庫）
- ひみつブック（大和書房）
- しあわせなはっぱ（大和書房/新潮文庫）
- となりの天使たち（大和書房）
- 空からふるもの（白泉社）
- 幸福な質問（新潮社/のちに講談社新装版）
- モモ（新潮社）
- モーラとわたし（新潮社）
- ミルクのお茶（新潮社）
- Love Letter　ラブレター（大和書房）
- あかちゃんがわらうから（ブロンズ新社）
- ことばのかたち（講談社）
- どうぶつブック（フレーベル館）

- ぶうぶうぶう（講談社　赤ちゃん絵本）
- ぎゅうぎゅうぎゅう（講談社　赤ちゃん絵本）
- こちょこちょさん（講談社　赤ちゃん絵本）
- まてまてさん（講談社　赤ちゃん絵本）

- どしゃぶり（講談社）
- おちば（ほるぷ出版）
- ゆきのこえ（講談社）

### 童話
- うれしいことインタビュー（ほるぷ出版）
- ワニのガルド（偕成社）

### エッセイ・詩集
- きれいな色とことば（大和書房/新潮社文庫のちに講談社文庫）
- 花のうた（角川書店）
- 空のうた（角川書店）
- ひらがな暦　三六六日の絵ことば歳時記（新潮社）
- 3６5日のスプーン（大和書房）
- だんだんおかあさんになっていく（PHPエディターズ）
- こどもスケッチ（白泉社）
- いとしい服　ようふくとわたしのはなし（大和書房）

### 翻訳
- はつこい　ロザリーとトルーフ　（Jutta Bucker/絵、Katja Reider/作)
- たいせつなあなたへ　あなたがうまれるときのこと　（サンドラ・ポワロ=シェリフ作）
- おにいちゃんといもうと（シャーロット・ゾロトウ作）
- おかあさんどこいったの？（レベッカ・コッブ作）
- ごはんのじかん（レベッカ・コッブ作）

### 挿絵
- 月の砂漠をさばさばと　北村薫（新潮社）
- あまの川　宮沢賢治童謡集　天沢退二郎編　（筑摩書房）
- 空への質問　高階杞一詩集　（大日本図書）
- ひとがた流し　北村薫（2006年7月 朝日新聞社 / 2009年5月 新潮文庫 / 2022年9月 朝日文庫）
- 工藤直子詩集　（あすなろ書房）

## 作詞
NHK『おかあさんといっしょ』の月の歌として、作詞を担当した「あめふりりんちゃん」「リンゴントウ」「ゆきだるまのルー」（いずれも作曲：栗原正己）、「ハオハオ」、（作曲：知久寿焼）、「おうちにかえろう」（作曲：遊佐未森）　が放送された。番組で放送されるアニメーションの原画、絵コンテを自ら手がけている。
2025年、NHK全国学校音楽コンクール（Nコン）小学生の部の課題曲｢あおい天使｣の作詞を担当。

## その他
NHK「みんなのうた」で「クロ」（遊佐未森作詞作曲）のアニメーションの作画絵コンテを手がけた。（アニメーションは堀口忠彦。2005年12月〜2006年1月放送。）